# Fermí d'Usès
|  | Per a altres significats, vegeu «Sant Fermí». |

Fermí d'Usès o Firminus (Narbona, final del segle V - Usès, 553) fou bisbe d'Usès del 538 al 553, succeint el seu oncle o germà gran Rorici d'Usès. És venerat com a sant per l'Església catòlica.

## Biografia
La seva biografia assenyala Tonanci Ferriol, antic prefecte de les Gàl·lies, com al seu pare, i a Indústria com a mare; també diu que va néixer a Narbona i que Rorici era parent seu (ex progenie sua): cal suposar que n'era l'oncle (o germà gran). Ferriol era a Narbona i va enviar (528) Fermí al seu germà Rorici d'Usès perquè aquest en tingués cura de l'educació i el tingués sota la seva custòdia. No se sap del cert si Rorici ja era bisbe d'Usès, ja que només consta en aquest càrrec després del 533, però per la seva edat avançada sembla molt probable. Fermí era germà putatiu o oncle del famós senador Ansbert (que fou duc d'Austràsia), casat amb Blitilda, suposats ancestres mítics de la segona dinastia de França. Altres germans, oncles o nebots suposats de Fermí foren Aigulf o Agilulf, bisbe de Metz, Deotari bisbe d'Arsat ( i Gamard o Babó, avi patern de santa Segolena, abadessa de Troclar a l'Albigès.
Fermí va fer-se molt pietós i va estudiar teologia i disciplines eclesiàstiques. A la mort de Rorici el 538 fou elegit bisbe pel clergat i el poble, quan només tenia 22 anys. La seva fama de santedat va creuar fronteres; apareix signant les actes del concili d'Orleans de 541 i va governar la diòcesi d'Usès amb encert durant setze anys, fins a la seva mort l'11 d'octubre del 553 amb només 37 anys.
Abans de morir va assistir per ordre del rei Khildebert I al Concili de París, la data del qual és desconeguda, però celebrat en tot cas el 553 o abans, ja que Fermí va signar-ne les actes. Després de mort li foren atribuïts diversos miracles i aviat fou venerat com a sant.